# Grigorij Sartakow
Grigorij Wiaczesławowicz Sartakow (ros. Григорий Вячеславович Сартаков, ur. 19 sierpnia 1994) – kazachski piłkarz grający na pozycji obrońcy i pomocnika.

## Kariera piłkarska

### Kariera klubowa
Sartakow rozpoczął karierę w 2011 roku w Irtyszu Pawłodar. W 2013 roku był wypożyczony do Spartaka Semej, a obecnie gra w Tobyle Kostanaj.

### Kariera reprezentacyjna
W reprezentacji Kazachstanu zadebiutował 22 marca 2017 roku w meczu towarzyskim przeciwko Cyprowi. Dotychczas było to jego jedyne spotkanie.
| Mecze i gole w reprezentacji | Mecze i gole w reprezentacji | Mecze i gole w reprezentacji | Mecze i gole w reprezentacji | Mecze i gole w reprezentacji | Mecze i gole w reprezentacji | Mecze i gole w reprezentacji |
| Kazachstan                   | Kazachstan                   | Kazachstan                   | Kazachstan                   | Kazachstan                   | Kazachstan                   | Kazachstan                   |
| Lp.                          | Data                         | Miasto                       | Przeciwnik                   | Gol                          | Wynik                        | Rozgrywki                    |
| ---------------------------- | ---------------------------- | ---------------------------- | ---------------------------- | ---------------------------- | ---------------------------- | ---------------------------- |
| 1.                           | 22.03.2017                   | Larnaka                      | Cypr                         |                              | 1:3                          | towarzyski                   |